# Schoorldam
Schoorldam is een dorp in de gemeenten Bergen en Schagen, in de Nederlandse provincie Noord-Holland.
Het dorp wordt gescheiden door het Noordhollandsch Kanaal, het westelijke deel behoort toe aan de gemeente Bergen terwijl het oostelijke deel bij de gemeente Schagen behoort.

## Geschiedenis
Schoorldam met een eerste vermelding in 1200 en 1300 als Scoerledam, Scorledam 1575 en Scoreldam 1610. Er kwam bewoning bij de dam en stenen sluis met houten deuren die was gebouwd in de Rekere als bescherming voor de Westfriesedijk (onderdeel van de Westfriese Omringdijk) en tegen het stijgende zeewater vanuit de nog niet ingepolderde Zijpe (ingepolderd 1597) richting Alkmaar. Echter hier is niets meer van te vinden in de archieven. Er heeft rond 1100 ten westen van het Noordhollandsch Kanaal een stenen huis gestaan voor controle van de dam en innen van onder andere tol.
In 1573 lag er een schans in het centrum van Schoorldam bij de Westfriesedijk om de Spanjaarden te weren die via Koedijk en de duinkant vanaf Schoorl naar West-Friesland wilden. Dit werd verhinderd door de aanwezige soldaten van het Staatse leger, met behulp van de inwoners van de omliggende dorpen. Ook heeft er voor 1623 een scheepshelling gestaan op het zuideinde, later verplaatst naar het noorden tot op de huidige plaats. Om in en uit het Geestmerambacht te komen was er een overtoom, later werd het een sluisje tot aan de verkaveling van het gebied Geestmerambacht. De ten zuiden van Schoorldam aanwezige Grebpolders zijn door de Heren van Grebbe drooggemalen, de Oude- of Vuilegreb in 1548 en de Nieuwe- of Rietgreb in 1598.
Schoorldam was in 1799 een paar keer gevechtsgebied van de Franse- en Engels/Russische legers. Schoorldam werd zo goed als geheel vernield maar werd na deze oorlog weer opgebouwd.
Ten zuiden van Schoorldam is de buurtschap Huiskebuurt gelegen, dit plaatsje valt formeel voor een deel onder Schoorldam. In Huiskebuurt stond lang een oude stolpboerderij genaamd "Nauwerna". Deze stamde uit 1600 maar deze werd verwoest door brand later weer opgebouwd. Ten zuiden van deze boerderij stonden ook drie huizen. Dit alles was in het verleden bezit van de bisschoppen van Utrecht. Het werd ook de 'Kerkakker' of 'Het Clooster' genoemd. Daarom wordt ook gedacht dat er of een kapelletje of een kleine klooster heeft gestaan.

## Bezienswaardigheden
De watermolen uit 1875 in het oostelijke polder deel van het dorp is een bezienswaardigheid. En verder de natuurlijke oever van het dorp, die tussen 1990 en 1992 werd ingericht. De natuurlijke oever is 2,8 kilometer lang en 10 meter breed.

## Geboren
- Jo de Leeuw (1905-1993), voordrachtskunstenaar